# بلطي شاذ
بُلطي شاذ أو بلطي مختلف (الاسم العلمي: Heterotilapia)، هو جنس من أسماك البلطية التي تستوطن الأنهار من غينيا بيساو إلى ليبيريا في غرب إفريقيا الاستوائية. كان يُعتبر سابقًا جُنيس من البلطي، في عام 2013، رُقي إلى رتبة جنس. هي أسماك متوسطة إلى كبيرة القد، يصل طولها القياسي إلى حوالي 20-30 سم (8-12 بوصة) حسب النوع، وبنمط شريطي داكن وفاتح مميز. تحتية التبيض والحضانة (وليست حاضنات الفمية مثل بعض أنواع البلطي الأخرى). بلطي شاذ بوتيكوفيري هو نوع شائع أُدخل أيضًا خارج نطاقه الأصلي، ولكن النوع H. cessiana محلي للغاية ومعرض للخطر الشديد.

## الأنواع
يوجد نوعان معترف بهما في هذا الجنس:
- Heterotilapia buttikoferi (Hubrecht, 1881) (zebra tilapia)
- Heterotilapia cessiana (Thys van den Audenaerde, 1968)